# Sami (distrikt)
Sami är ett distrikt i Gambia. Det ligger i regionen Central River, i den östra delen av landet, 220 km öster om huvudstaden Banjul. Antalet invånare var 23 659 vid folkräkningen 2013. De största orterna då var Pachonki, Jarumeh Koto och Kunting.